# Liste der Kulturgüter in Eschenbach SG
Die Liste der Kulturgüter in Eschenbach SG enthält alle Objekte in der Gemeinde Eschenbach im Kanton St. Gallen, die gemäss der Haager Konvention zum Schutz von Kulturgut bei bewaffneten Konflikten, dem Bundesgesetz vom 20. Juni 2014 über den Schutz der Kulturgüter bei bewaffneten Konflikten sowie der Verordnung vom 29. Oktober 2014 über den Schutz der Kulturgüter bei bewaffneten Konflikten unter Schutz stehen.
Objekte der Kategorien A und B sind vollständig in der Liste enthalten, Objekte der Kategorie C fehlen zurzeit (Stand: 1. Januar 2023).

## Kulturgüter
| Foto | | Objekt                                                                          | Kat. | Typ | Standort                                              | Beschreibung |
| ---- | --- | ------------------------------------------------------------------------------- | ---- | --- | ----------------------------------------------------- | ------------ |
| ja   | Datei hochladen · Wikidata zu Kusterhaus (Q29523730)                                                       | Kusterhaus (Landrichterhaus) KGS-Nr.: 08120                                     | A    | G   | Dorfstrasse 13 712320 / 233140                        |              |
| ja   | Datei hochladen · Wikidata zu Katholische Kirche St. Laurentius und Gallus mit Beinhauskapelle (Q29786434) | Katholische Kirche St. Laurentius und Gallus mit Beinhauskapelle KGS-Nr.: 08357 | A    | G   | St. Gallenkappel, Kirchweg 588, 588.1 715827 / 233848 |              |
| BW   | Datei hochladen · Wikidata zu Balmenrain, eisenzeitliche Grabhügel (Q29786430)                             | Balmenrain, eisenzeitliche Grabhügel KGS-Nr.: 08121                             | B    | F   | 713241 / 232400                                       |              |
| BW   | Datei hochladen · Wikidata zu Chastli-Bürg, eisenzeitliche Höhensiedlung (Q29786433)                       | Chastli-Bürg, eisenzeitliche Höhensiedlung KGS-Nr.: 08122                       | B    | F   | Bürgstrasse 714480 / 233800                           |              |
| ja   | Datei hochladen · Wikidata zu Katholische Kirche St. Vinzenz (Q29786438)                                   | Katholische Kirche St. Vinzenz KGS-Nr.: 08123                                   | B    | G   | Kirchgass 7.1 712140 / 233120                         |              |
| ja   | Datei hochladen · Wikidata zu Gedeckte Holzbrücke über das Aabachtobel (Q29786439)                         | Gedeckte Holzbrücke über das Aabachtobel KGS-Nr.: 08124                         | B    | G   | Neuhaus 714440 / 233617                               |              |
| ja   | Datei hochladen · Wikidata zu Katholische Kirche St. Nikolaus Goldingen (Q29786435)                        | Katholische Kirche St. Nikolaus Goldingen KGS-Nr.: 08143                        | B    | G   | Goldingen, Dorfstrasse 12.1 715660 / 235780           |              |
| ja   | Datei hochladen · Wikidata zu Fründsberg, mittelalterliche Burgstelle (Q5506774)                           | Fründsberg, mittelalterliche Burgstelle KGS-Nr.: 10481                          | B    | F   | Goldingen, Fründsberg 713675 / 238055                 |              |
| BW   | Datei hochladen · Wikidata zu Pfarrhaus (Q29786440)                                                        | Pfarrhaus KGS-Nr.: 14073                                                        | B    | G   | St. Gallenkappel, Rickenstrasse 37 715885 / 233867    |              |